# Jubla nu, mitt sälla hjärta
Jubla nu, mitt sälla hjärta är en psalmtext från 1887 av Emil Gustafson och musik hämtad från melodiboken till Hjärtesånger 1895. Texten har sju 4-radiga verser och har ingen refräng eller körtext. Till texten knöt Gustafson citatet Mitt hjärta och min kropp jubla mot levande Gud. ur Psaltaren 84.

## Publicerad i
- Hjärtesånger 1895 som nr 128 under rubriken Lofsånger.
- Samlingstoner 1919, som nr 188
- Frälsningsarméns sångbok 1929 som nr 299 under rubriken Jubel, erfarenhet och vittnesbörd
- Musik till Frälsningsarméns sångbok 1930 som nr 299
- Segertoner 1930 som nr 188
- Segertoner 1960 som nr 188
- Frälsningsarméns sångbok 1968 som nr 315 under rubriken Jubel och tacksägelse.
- Psalmer och Sånger 1987 som nr 608 under rubriken "Att leva av tro - Skuld - förlåtelse".[2]
- Segertoner 1988 som nr 534 under rubriken "Att leva av tro - Skuld - förlåtelse -rening".[1]
- Frälsningsarméns sångbok 1990 som nr 503 under rubriken "Lovsång, tillbedjan och tacksägelse.
- Sångboken 1998 som nr 68